# David Donato
David Tom Donato – amerykański wokalista, znany głównie z krótkiej współpracy z Black Sabbath. Donato dołączył do Black Sabbath latem 1984 roku. Jedyny materiał, który został zrealizowany w tym składzie to demo nagrane w 1985 roku, za którego produkcję odpowiadał Bob Ezrin. Po odejściu z tejże grupy, Donato przez pewien czas śpiewał w solowym projekcie Geezera Butlera. W 1985 został zauważony przez byłego gitarzystę Kiss Marka St. Johna po czym objął posadę wokalisty w jego nowym zespole White Tiger.

## Dyskografia
- White Tiger (1986)
- Raw (1999)